# Vérossaz
Vérossaz es una comuna suiza del cantón del Valais, situada en el distrito de San Mauricio. Limita al norte con la comuna de Massongex, al este con San Mauricio, al sur con Mex, y al oeste con Val-d'Illiez, Troistorrents y Monthey. 